# Ваттенбек
Ваттенбек (нім. Wattenbek) — громада в Німеччині, розташована в землі Шлезвіг-Гольштейн. Входить до складу району Рендсбург-Екернферде. Складова частина об'єднання громад Бордесгольм.
Площа — 6,05 км2. Населення становить 2898 ос. (станом на 31 грудня 2020).